# Cattedrale di San Giusto (Susa)
La cattedrale di San Giusto è il principale luogo di culto cattolico di Susa, sede vescovile dell'omonima diocesi, fino al XVII secolo abbazia benedettina. Sorge nel centro storico della città, in Piazza Savoia, accanto a un'antica porta delle mura romane.
Dal 1940 è monumento nazionale.
È inoltre sede di una parrocchia compresa nella vicaria di Susa.

## Storia

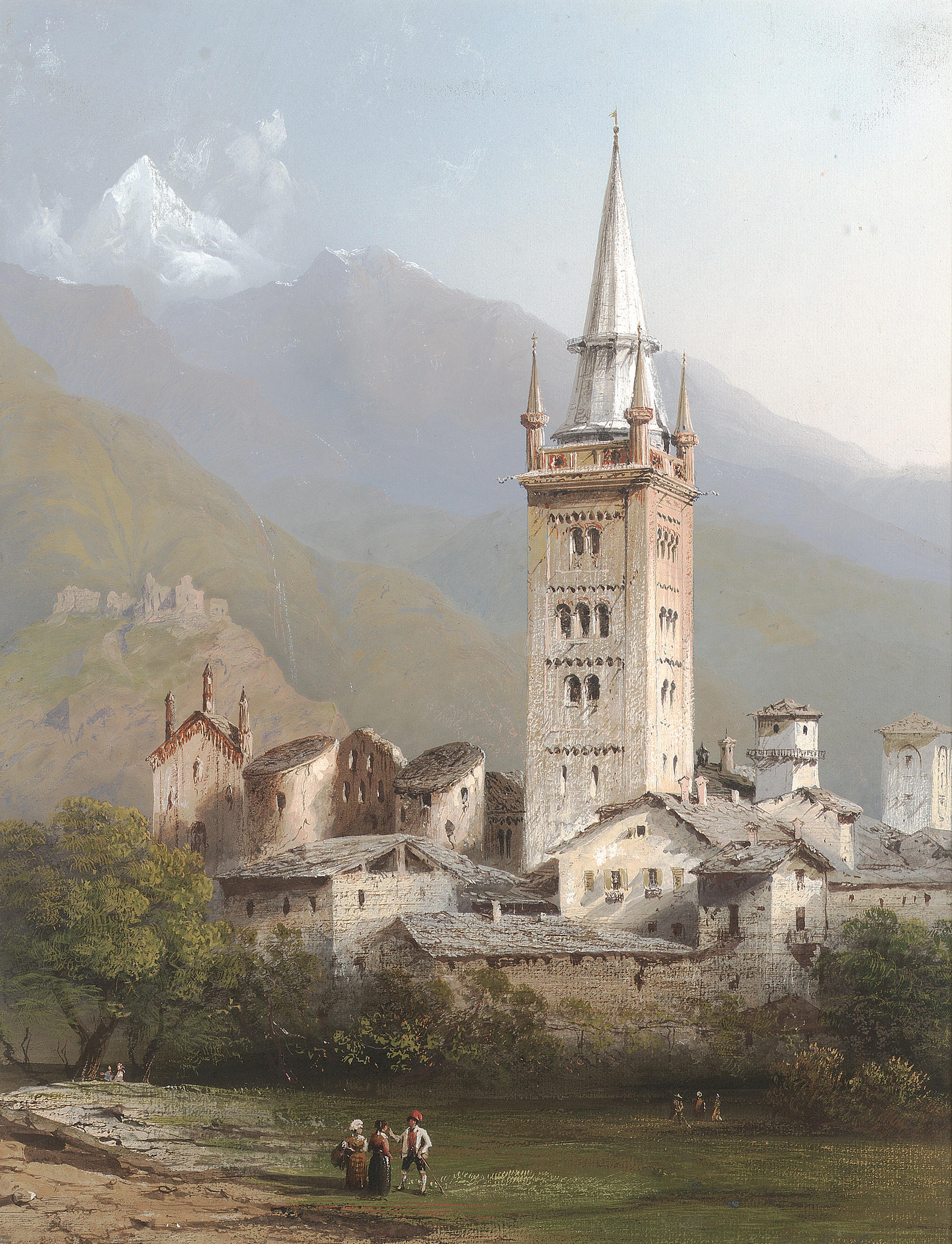
La città di Susa, di cui si distinguono la cattedrale con il suo campanile e Porta Savoia, dipinti dal pittore Carlo Bossoli. Sullo sfondo a sinistra i ruderi del Forte della Brunetta e il Rocciamelone.

Nel 1027 (o nel 1029, Olderico Manfredi II, marchese di Torino e di Susa, insieme a sua moglie Berta e al fratello Alrico, vescovo di Asti, fondò a Susa un'abbazia benedettina nello stesso luogo di un'antica chiesa paleocristiana situata a ridosso delle mura romane del IV secolo, nei pressi della porta orientale, un centinaio di metri a sud della più antica Pieve battesimale di Santa Maria Maggiore. Nel 1028 presso la chiesa vennero ad abitare i monaci, anche se il complesso non venne terminato che nel 1035.
Nel corso del medioevo, la cattedrale fu ampliata in due campagne di lavori: la prima si svolse nel XII secolo e interessò la facciata, che venne avanzata fino alle mura; la seconda, invece, si svolse a cavallo tra il XIV e il XV secolo e interessò la zona absidale: infatti, le tre absidi furono ricostruite, come anche la sacrestia.
Nei secoli XVII e XVIII, la chiesa fu restaurata con l'aggiunta di decorazioni in stile barocco. Nel 1772, quando Susa divenne sede vescovile, la chiesa, ormai priva delle sue funzioni monastiche (dopo essere divenuta collegiata nel 1749), essendo stato chiuso l'adiacente monastero benedettino, venne elevata a cattedrale.
La maggior parte delle aggiunte barocche fu rimossa nel corso dei restauri del XIX secolo, che donarono all'interno della chiesa un aspetto in stile neoromanico.

## Descrizione

### Esterno

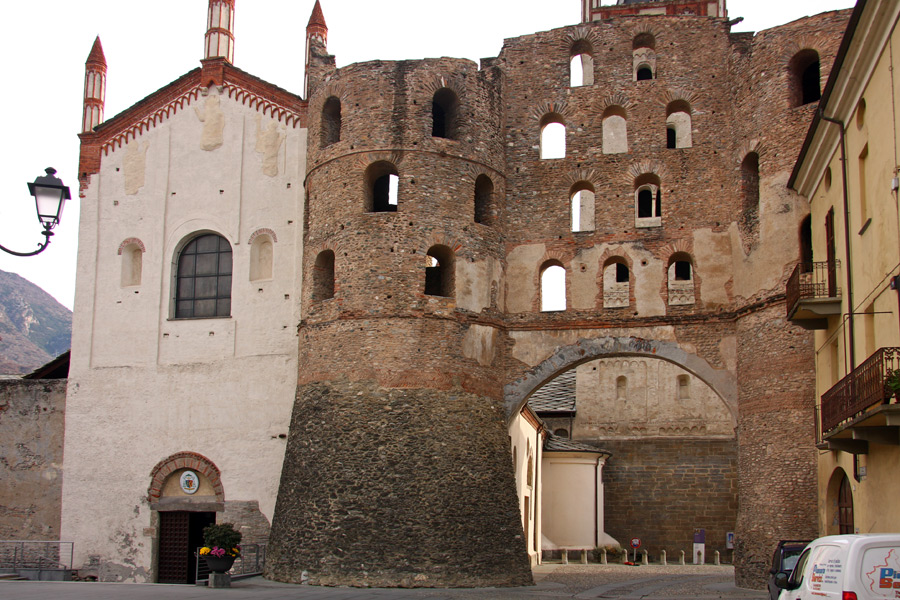
La facciata e la Porta Savoia

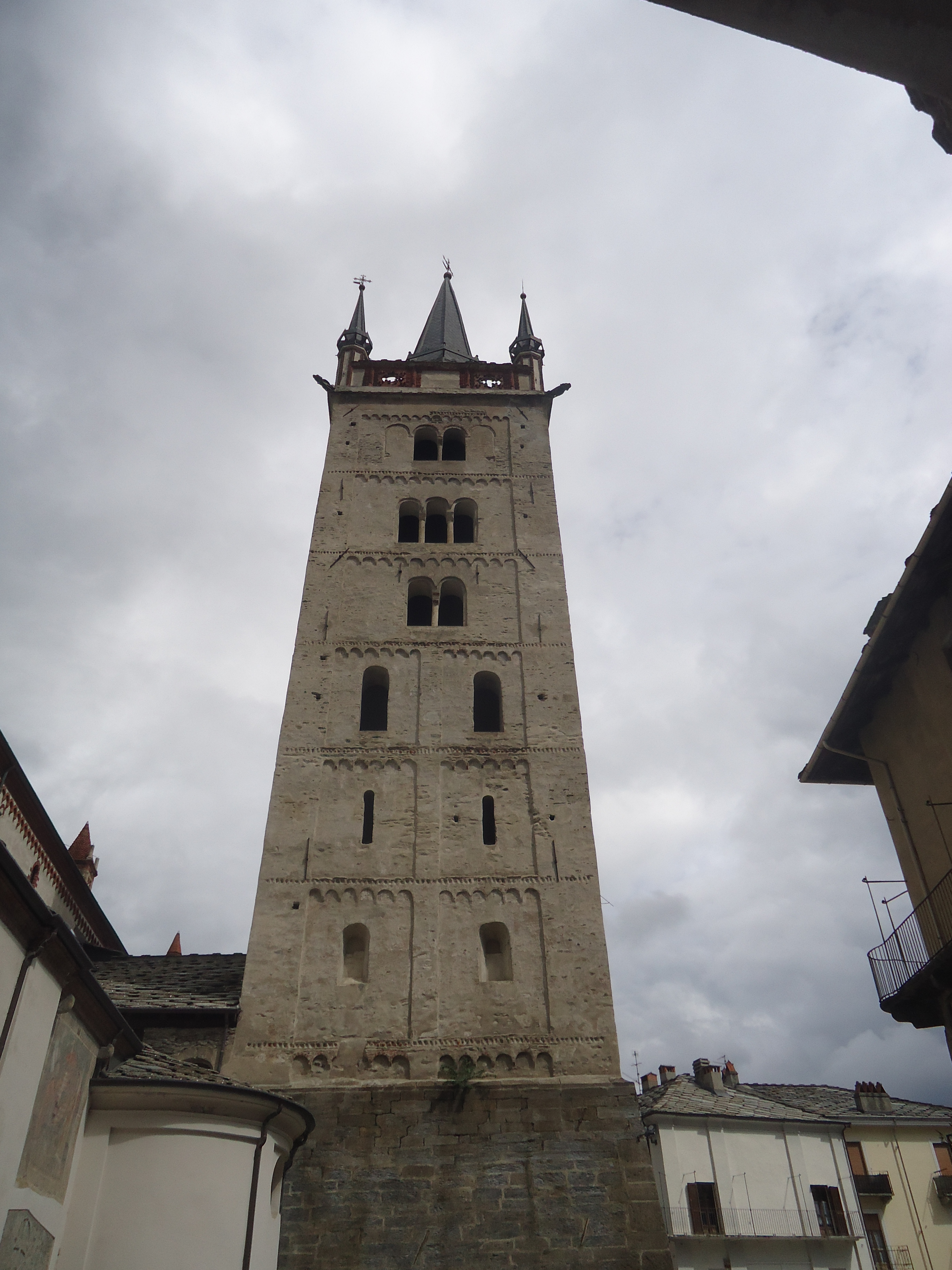
Il campanile

L'esterno della cattedrale di San Giusto è in stile romanico.
La facciata, rivolta verso ovest, è a capanna ed è interamente intonacata di bianco. Nella parte inferiore, liscia, si apre il semplice portale, sormontato da un arco falcato; nella parte superiore, divisa in tre settori da quattro semplici lesene, si aprono, al centro, una grande monofora ad arco e, ai lati, due monofore cieche. La facciata termina in alto con un cornicione in mattoni rossi e con tre pinnacoli, due ai lati e uno al centro.
Il fianco destro della chiesa presenta alcuni affreschi. Il più antico, raffigurante la Crocifissione di Gesù è situato all'interno della lunetta di un portale laterale, in seguito murato, e risale al 1125-1130. Di fianco ad esso, sulla parete, è affrescato lo Stemma di Guillaume d'Estouteville sorretto da due angeli, dipinto tra il 1457 e il 1483. Intorno alla porta del battistero, sulla destra del campanile, è raffigurato l'Ingresso di Cristo a Gerusalemme e, nel sottarco dell'arco ogivale murato situato alla sinistra della porta, sono raffigurati dei santi.
Il campanile è alto 51 metri ed è dell'XI secolo, con aggiunte del XV secolo (cuspide, voluta dal cardinale Guillaume d'Estouteville, e guglie) e del XVIII secolo (basamento di rinforzo). Esso presenta, sulle quattro facciate, sei ordini: i tre inferiori con monofore, i tre superiori con, dal basso, bifore, trifore e quadrifore. Sulla destra della cattedrale, vi è la Porta Savoia, porta romana del IV secolo con due torri circolari.

### Interno e arredi sacri
L'interno della cattedrale di San Giusto è in stile neoromanico.
La pianta della cattedrale è a croce latina, con tre navate, transetto sporgente e profonda abside. Le navate, di cinque campate ciascuna, sono coperte con volta a crociera e separate da due file di archi a tutto sesto poggianti su pilastri.
Lungo le navate laterali si aprono delle cappelle, due lungo la navata di destra e cinque lungo quella di sinistra, aperte tra il XVII e il XVIII secolo. La prima cappella di destra fu costruita dalla famiglia Lauteri e ospita, sull'altare, una tela del XVIII secolo raffigurante Santa Lucia; la seconda, invece, presenta un frammento di affresco con il Trasporto della Santa Casa. Le cappelle di sinistra, dall'ingresso, sono dedicate alla Madonna del Carmine, a san Giovanni Bosco, alla Sacra Famiglia, alla Madonna del Rosario e a san Giuseppe. Gli altari del transetto sono delle Reliquie (transetto di destra) e del Santissimo Sacramento (transetto di sinistra).
All'interno della cattedrale si trova la statua che ritrarrebbe secondo la tradizione la marchesa Adelaide (ma più probabilmente si tratta di una Maddalena pentita), moglie del marchese Ottone I di Savoia, dal quale discende la dinastia reale dei Savoia.
L'abside è interamente occupata dal presbiterio, rialzato di sei gradini rispetto al resto della chiesa, che ospita l'altare maggiore barocco in marmi policromi e il pregevole coro ligneo del XIV secolo rimaneggiato nell'Ottocento.
Alla destra dell'abside, si trova il battistero, una volta cappella delle reliquie, con il fonte battesimale medioevale probabilmente proveniente dalla sconsacrata e antichissima Pieve battesimale di Santa Maria Maggiore. Ispirata nella forma a una coppa a quattro lobi, scolpita in un solo blocco di oficalce verde di Cesana Torinese montata su basamento in calcescisto grigio locale. Su di esso è ricordato il nome dello scultore Guigo e quello del committente, il preposito della Prevostura di San Lorenzo di Oulx Pietro II, attivo nel secondo quarto del XII secolo.
Le sacrestie conservano un altare in marmo lunense firmato da Pietro da Lione, operante in valle come probabile coautore di Niccolò nel Portale dello Zodiaco alla Sacra di San Michele e quindi databile al XII secolo. Secondo alcuni studiosi, anch'esso potrebbe essere un arredo trasferito dalla vicina Pieve battesimale di Santa Maria Maggiore.

### La scoperta della Cripta
Il 6 maggio 2022 la Soprintendente per la Città metropolitana di Torino Luisa Papotti alla presenza del vescovo Cesare Nosiglia ha presentato i risultati preliminari dello scavo archeologico effettuato nell'inverno 2021/2022 presso lo spazio absidale occupato dal coro, dove è stata scoperta una cripta probabilmente riferibile all'epoca della fondazione della cattedrale (1027-1029 d.C.), si ipotizza destinata alla conservazione delle reliquie. Un ritrovamento definito tra i più significativi avvenuti in Piemonte negli ultimi 50 anni. Il pavimento della parte di cripta attualmente scavata è posto a 4 metri di profondità rispetto al piano dell'altare maggiore e il vano risultava colmato di detriti architettonici ed artistici di notevole interesse, di cui ci si prefigge lo studio .

### Organo a canne
Sulla cantoria in controfacciata, si trova l'organo a canne, costruito nel 1890 da Carlo Vegezzi Bossi e restaurato e ampliato da Francesco Vegezzi Bossi nel 1934.
Lo strumento è racchiuso all'interno di una cassa lignea dipinta in stile barocco, con mostra composta da tre cuspidi, ognuna entro un proprio campo, di canne di principale con bocche a mitria allineate orizzontalmente. La consolle, situata in cantoria e rivolta verso la navata, ha due tastiere di 58 note ciascuna e pedaliera dritta di 27 note. La trasmissione è integralmente pneumatica tubolare.